# Айтбаев, Базылбек
Базылбек Айтбаев (кирг. Базылбек Айтбаев; 1926—1986) — киргизский советский колхозник, депутат Верховного Совета СССР. Герой Социалистического Труда (1973). Лауреат Государственной премии СССР (1977).

## Биография
Родился в 1926 году в Таласском кантоне Киргизской АССР. Киргиз. Беспартийный. Образование неполное среднее.
С 1943 года колхозник. С 1957 года — старший чабан колхоза «Бейшеке» Кировского района Киргизской ССР.
Депутат Совета Национальностей Верховного Совета СССР 9 созыва (1974—1989) от Кировского избирательного округа № 334 Киргизской ССР. Депутат Верховного Совета Киргизской ССР (1967—1975).
Один из героев документального фильма Изи Герштейна «Чабаны» (1977).

## Комментарии
1. ↑  Ныне — Бакай-Атинский район Киргизии. По другим данным — родился в селе Бейшеке, ныне — в Кара-Бууринском районе Таласской области[1].